# Hain-Vergissmeinnicht
Das Hain-Vergissmeinnicht (Myosotis nemorosa), auch Gebirgs-Vergissmeinnicht genannt, ist eine Pflanzenart innerhalb der Familie der Raublattgewächse (Boraginaceae).

## Beschreibung

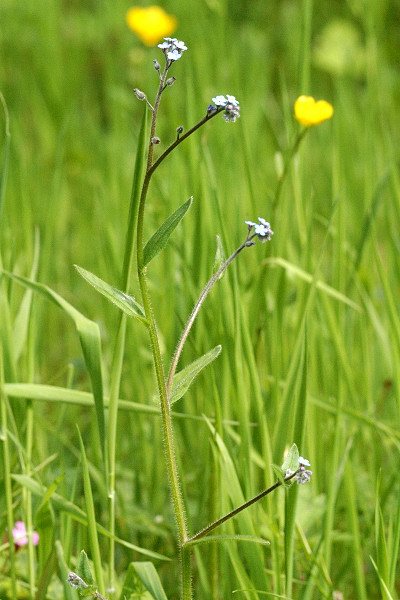
Habitus mit scharfkantigem Stängel

### Erscheinungsbild und Blatt
Das Hain-Vergissmeinnicht ist eine meist zweijährige, selten auch mehrjährige krautige Pflanze und erreicht Wuchshöhen von etwa 10 bis 40 Zentimetern. Sie besitzt meist keine Ausläufer. Sie ähnelt im Erscheinungsbild dem Sumpf-Vergissmeinnicht (Myosotis scorpioides). Der Stängel ist am Grund kahl oder besitzt abwärts gerichtete Haare. Es können auch Pflanzenexemplare mit abstehenden oder aufwärts gerichteten Haaren vorkommen. Der Stängel ist meist scharfkantig und glänzend. Die Laubblätter sind länglich-lanzettlich und etwas zugespitzt. Die untersten Stängelblätter sind manchmal gestielt und besitzen unterseits meist zum Laubblattgrund gerichtete, nicht anliegende Haare. Die übrigen Stängelblätter sind sitzend. 

### Generative Merkmale
Die Blütezeit reicht von Mai bis August. Die Blütenkelche stehen in nach der Anthese stark verlängerten Wickeln. Der Durchmesser der blau gefärbten Krone beträgt höchstens 6 Millimeter. Der Fruchtkelch ist höchstens 5 Millimeter lang. Die Teilfrucht hat eine maximale Breite von 0,8 Millimeter.
Die Chromosomenzahl beträgt 2n = 22.

## Vorkommen
Das Hain-Vergissmeinnicht kommt von Skandinavien bis Italien und dem Balkan, sowie von Frankreich bis Russland vor. In Österreich findet man es in Tirol, Salzburg, Nieder- und Oberösterreich und der Steiermark. In Deutschland kommt es vor allem im südlichen Teil zerstreut vor.
Die allgemeine Verbreitung dieser Art ist noch ungenügend bekannt, da es vielfach nicht vom Sumpf-Vergissmeinnicht unterschieden wurde. 
Das Hain-Vergissmeinnicht wächst in feuchten Wiesen, an Gräben und in nassen Waldlichtungen. Besonders oft findet man es in eutrophen Nasswiesen des Verbandes Calthion palustris.

## Taxonomie
Die Erstbeschreibung von Myosotis nemorosa erfolgte 1821 durch Wilibald Swibert Joseph Gottlieb von Besser. Ein Synonym für Myosotis nemorosa Besser ist Myosotis strigulosa Rchb.